# Barton Bendish
Barton Bendish är en civil parish i Storbritannien.   Den ligger i grevskapet Norfolk och riksdelen England, i den sydöstra delen av landet, 130 km norr om huvudstaden London. Antalet invånare är 210. Arean är 15,9 kvadratkilometer.
Terrängen i Barton Bendish är mycket platt.